# Шифляр, Самуил Петрович

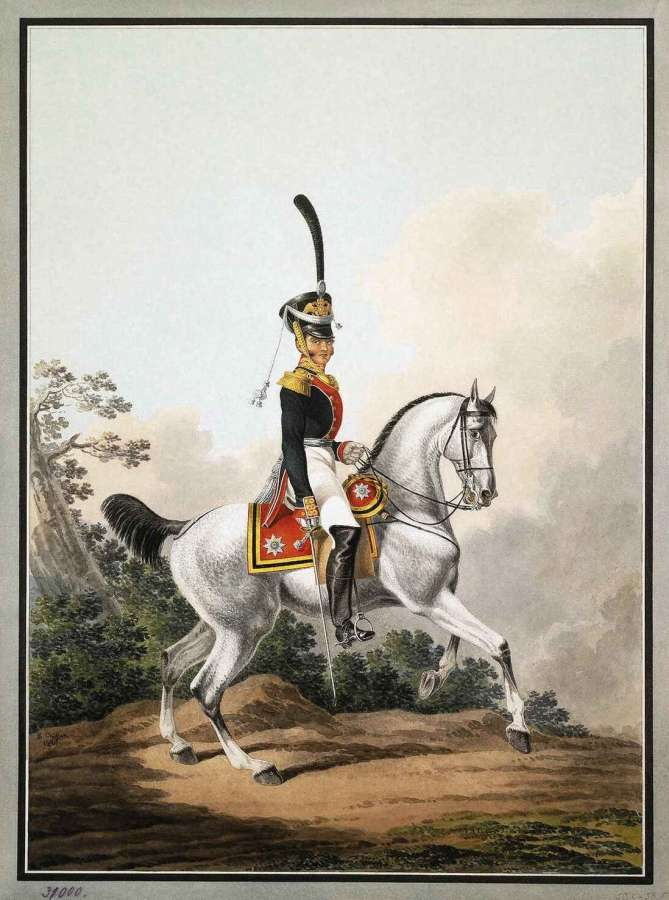
Штаб-офицер Преображенского полка верхом

Самуил (Самойло, Соломон) Петрович Шифляр (1786—1840, Санкт-Петербург) — русский живописец, рисовальщик, гравёр и литограф. Портретист, баталист и иллюстратор; один из пионеров искусства литографии в России.
Служил художником в Дирекции императорских театров Российской империи, затем с 1808 по 1813 — художник Императорского фарфорового завода, с 1816 по 1828 год — штатный живописец Военно-топографического депо Главного штаба Русской императорской армии.
С 1816 занимался литографированием образцов военных форм, сцен сражений, портретов военнослужащих. В 1823—1826 годах работал в соавторстве с К. Ф. Сабатом. В 1833 как рисовальщик был командирован в экспедиционный корпус в Османскую империю.

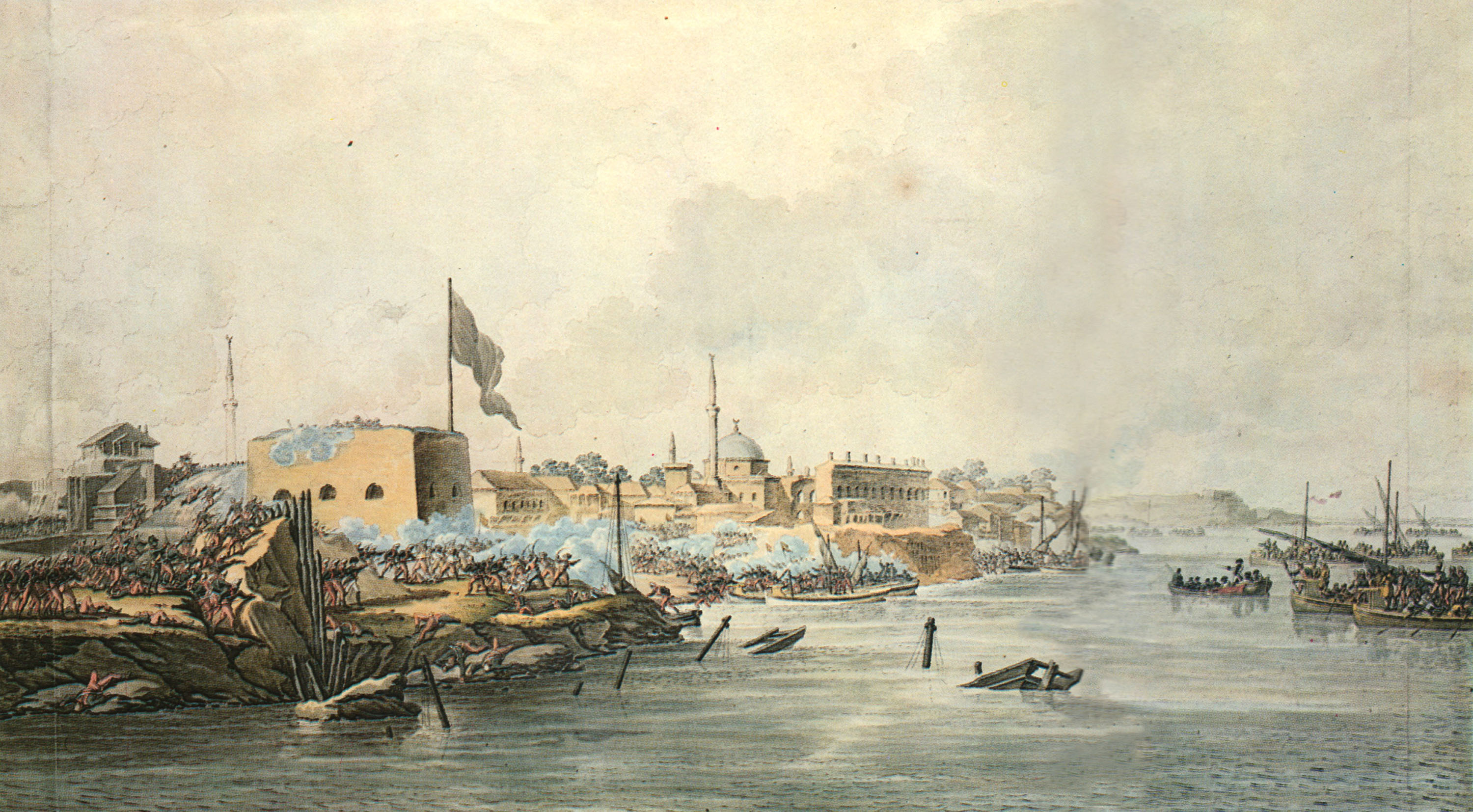
Штурм Измаила. Гравюра С.Шифляра на основе натурной зарисовки.
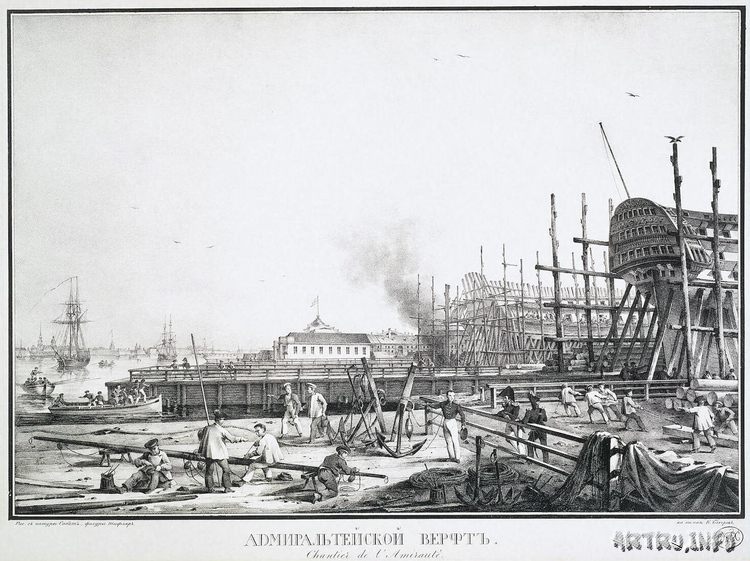
Адмиралтейская верфь. 1823 г. Авторы рисунка Сабат К. Ф. и Шифляр С. П.
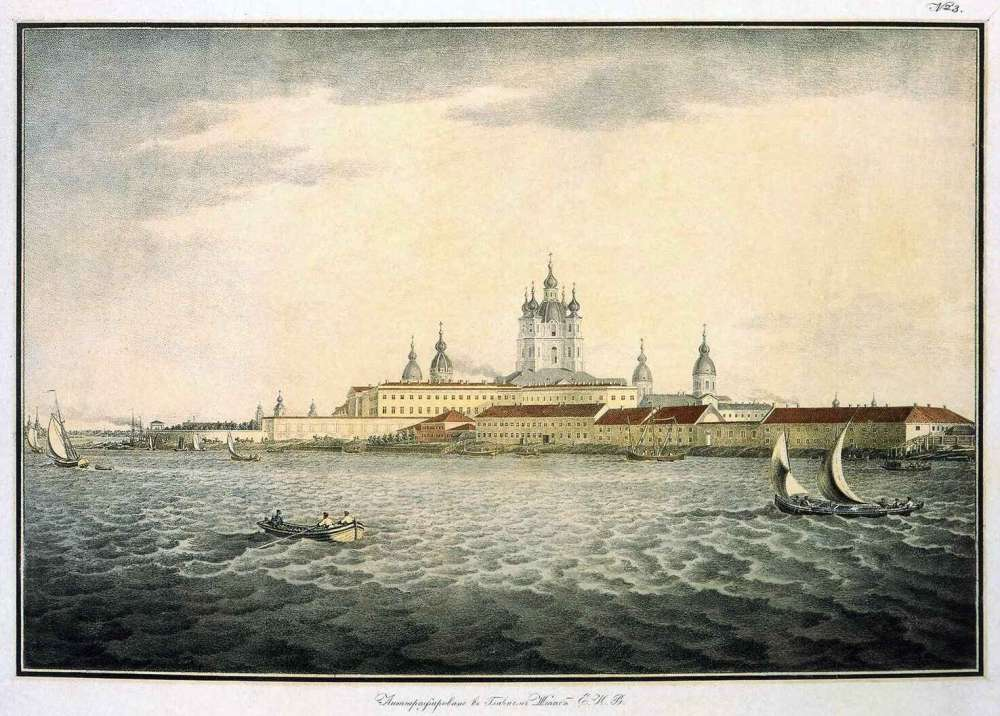
Вид Невы у Смольного собора
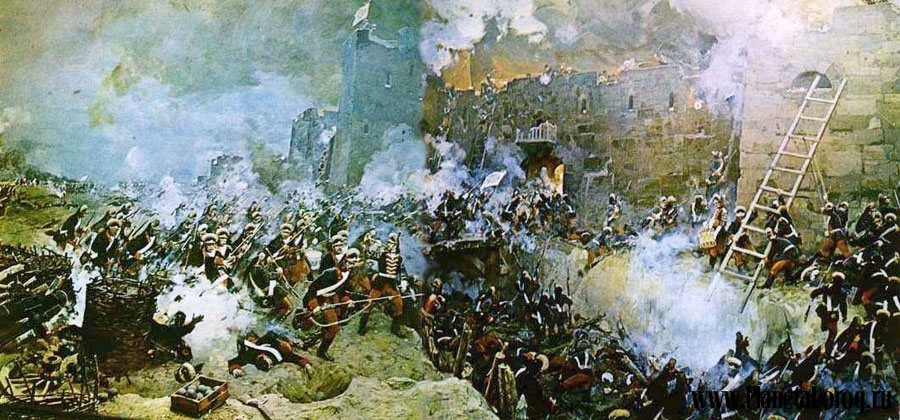
Гравюра “Штурм Измаила 11(22) декабря 1790 г.“. Выполнена по акварельному рисунку известного художника-баталиста М.М.Иванова.